# St Abb’s Head National Nature Reserve
St Abb’s Head National Nature Reserve ist ein 78 ha großes Naturschutzgebiet (National Nature Reserve) an der schottischen Nordseeküste. Es liegt auf einer felsigen Halbinsel in der Nähe der Ortschaft St Abbs in der Council Area Scottish Borders. Das Gebiet wird vom National Trust for Scotland (NTS) verwaltet.

## Beschreibung
Das St Abb’s Head National Nature Reserve ist 78 ha groß und wurde von der International Union for Conservation of Nature in die IUCN-Kategorie IV eingestuft (Biotop- und Artenschutzgebiet – Schutzgebiet, für dessen Management gezielte Eingriffe erfolgen). Im Binnenland liegt Mire Loch, ein künstlicher Stausee mit 600 m Länge und max. 50 m Breite. Es ist ein Refugium für Süßwasservögel wie Zwergtaucher, Rohrammer, Graureiher, Schilfrohrsänger und Höckerschwan

Vögel von St Abb’s Head National Nature Reserve (Symbolbilder)
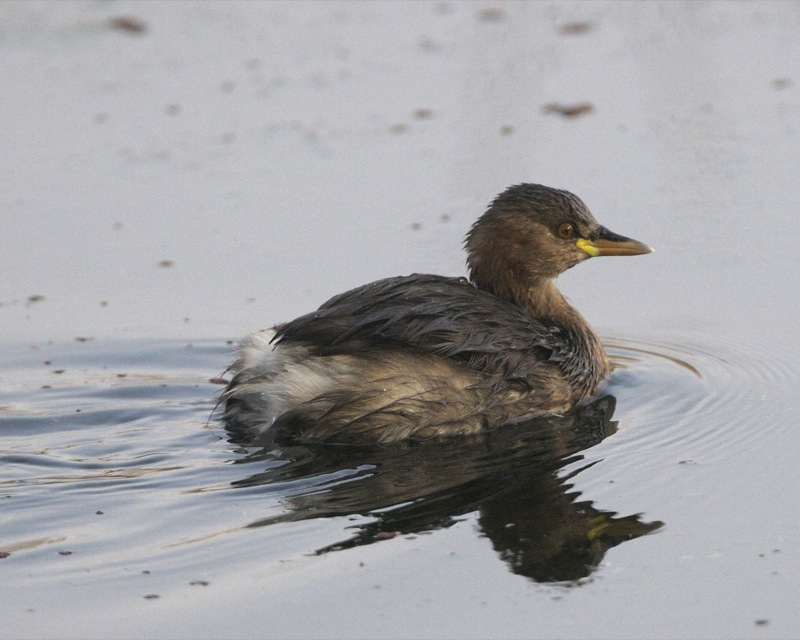
Zwergtaucher (Little grebe)
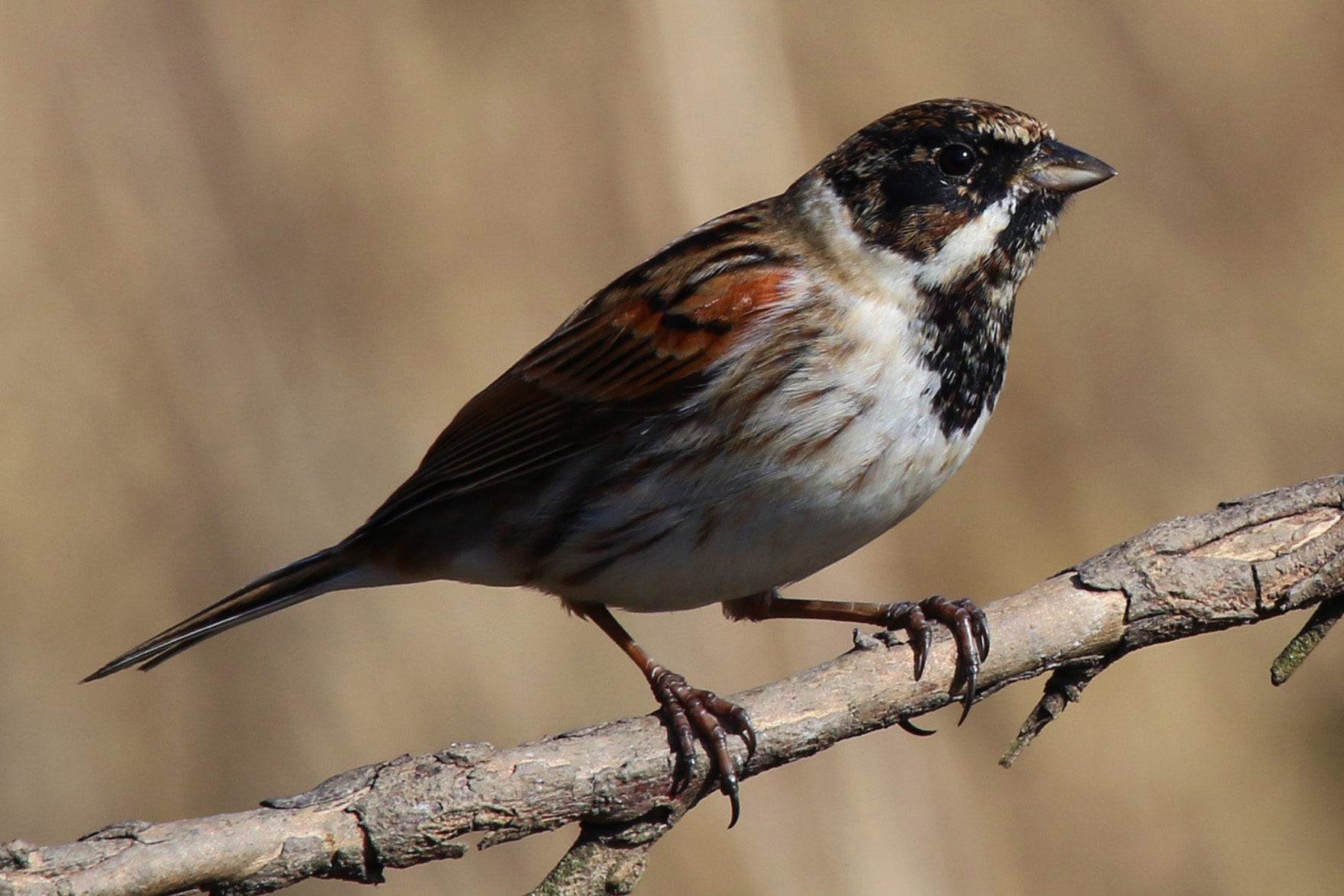
Rohrammer (Common reed bunting)
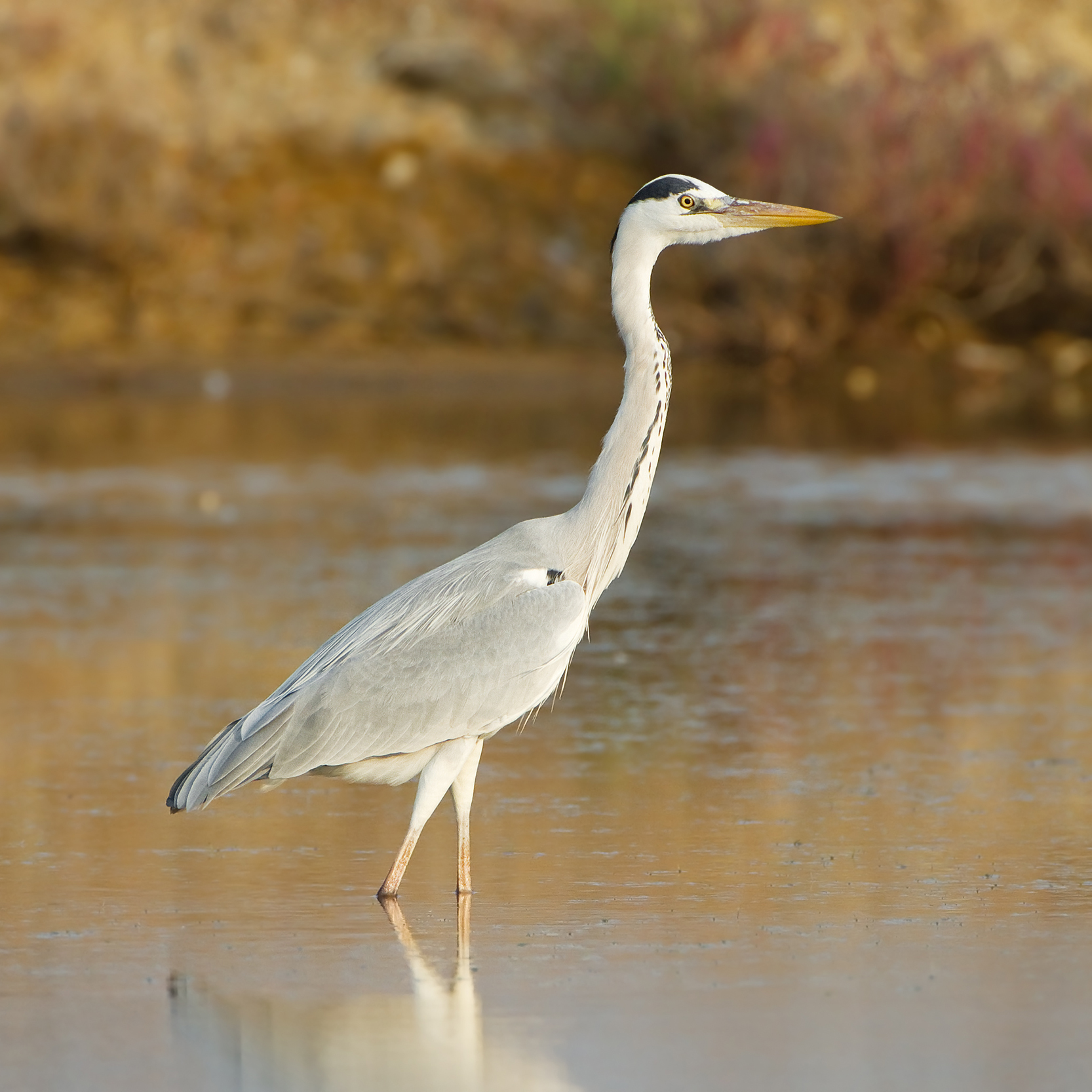
Graureiher (Grey heron)
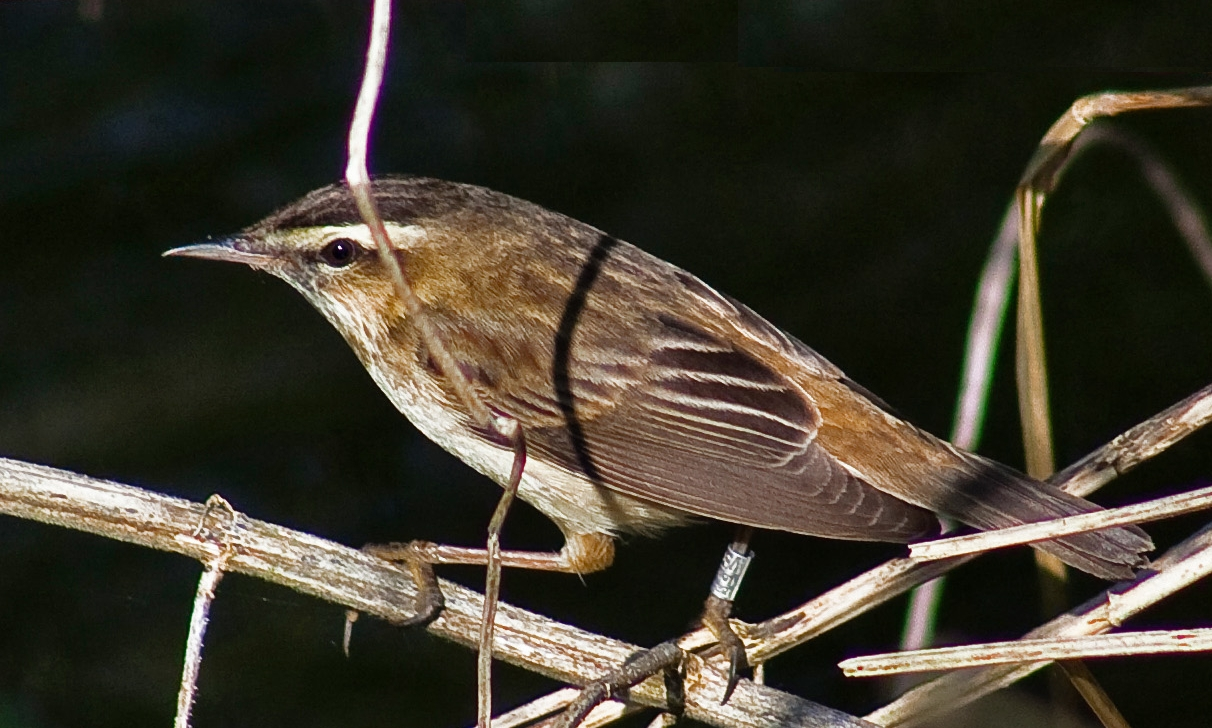
Schilfrohrsänger (Sedge warbler)
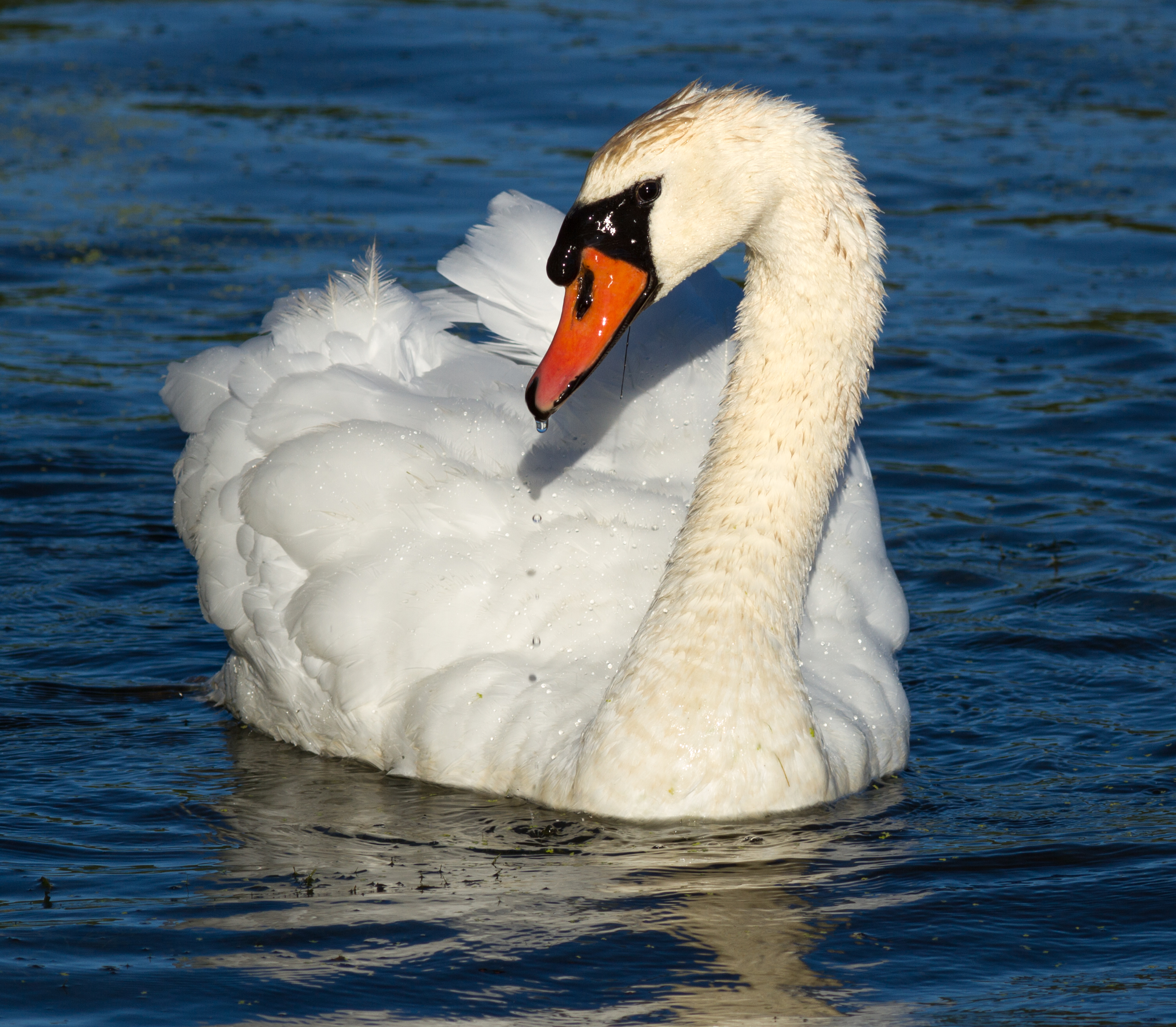
Höckerschwan (Mute swan)

Auf St Abb’s Head befindet sich Kirk Hill mit der Ruine des von der heiligen Æbbe of Coldingham im 7. Jahrhundert gegründeten Klosters. Das Kloster wurde um 640 gegründet, brannte um 680 ab und wurde nicht wieder aufgebaut.

### Leuchtturm
Auf der Halbinsel steht der Leuchtturm St Abb’s Head Lighthouse, dessen Bau nach der Havarie des Schiffs Martello im Jahr 1857 empfohlen wurde. Er wurde von den Brüdern David und Thomas Stevenson entworfen und ging am 24. Februar 1862 in Betrieb. Das Gebäude hat eine Höhe von 9 m. Weil es auf einem knapp 60 m hohen Kliff steht, hat das Leuchtfeuer eine Höhe von 68 m über Meereshöhe und eine Reichweite von 18 Seemeilen. Anfangs wurde mit einer Öllampe gearbeitet, ab 1906 Glühlampen eingesetzt. Seit 1993 ist das Leuchtfeuer automatisiert. 1876 wurde ein Nebelhorn installiert, das bis 1987 in Betrieb war. Dieses Nebelhorn war das erste, das in Schottland betrieben wurde. Nach der Außerbetriebnahme wurde das Horn nicht entfernt und kann bis heute besichtigt werden. Der Leuchtturm wurde vom Historic Environment Scotland in der schottischen Denkmalliste in die zweithöchste Kategorie B aufgenommen.

### Flora und Fauna
Das St Abb’s Head National Nature Reserve ist ein wichtiges Reservat für Seevögel. Es gibt bedeutende Bestände von Trottellummen und Tordalken, die auf vorgelagerten Klippen brüten. Auf den Steilfelsen brüten Dreizehenmöwen und Eissturmvögel; Krähenscharbe, Silbermöwen und Papageientaucher haben auch nennenswerte Bestände. In den Gewässern vor dem Head kommen Großer Tümmler und Kegelrobben vor und in den Grasgebieten leben Zilpzalp, Fitis, Steinschmätzer und Schmetterlinge wie der Große Sonnenröschen-Bläuling. Zum Schutz des marinen Biotops vor dem Head wurde in Zusammenarbeit des NTS mit dem Scottish Wildlife Trust, örtlichen Tauchclubs und lokalen Fischern ein freiwilliges Meeresschutzgebiet eingerichtet, das sich die Küste entlang bis zur Stadt Eyemouth erstreckt. 2016 wurden zum ersten Mal seit Beginn der Beobachtungen Basstölpel am St Apps Head gesichtet, die ein Nest anlegten. 2017 waren es schon rund 70 Paare. Mögliche Erklärungen sind Überfischung ihrer ursprünglichen Habitate und der Klimawandel.

Meeresvögel von St Abb’s Head National Nature Reserve (Symbolbilder)
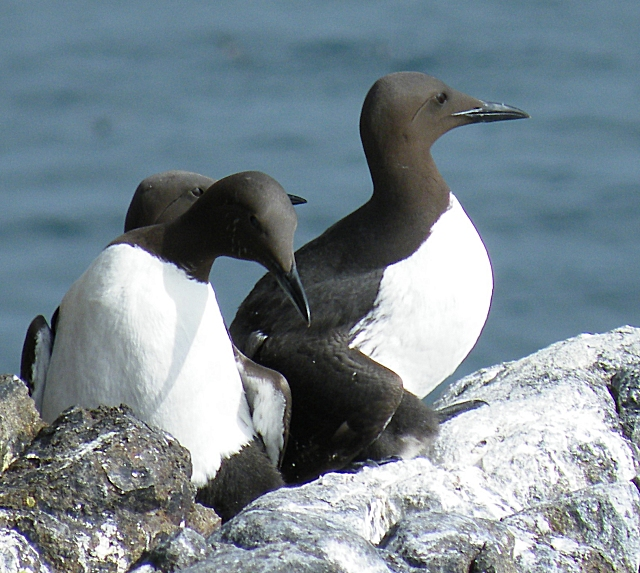
Trottellumme (Guillemot)
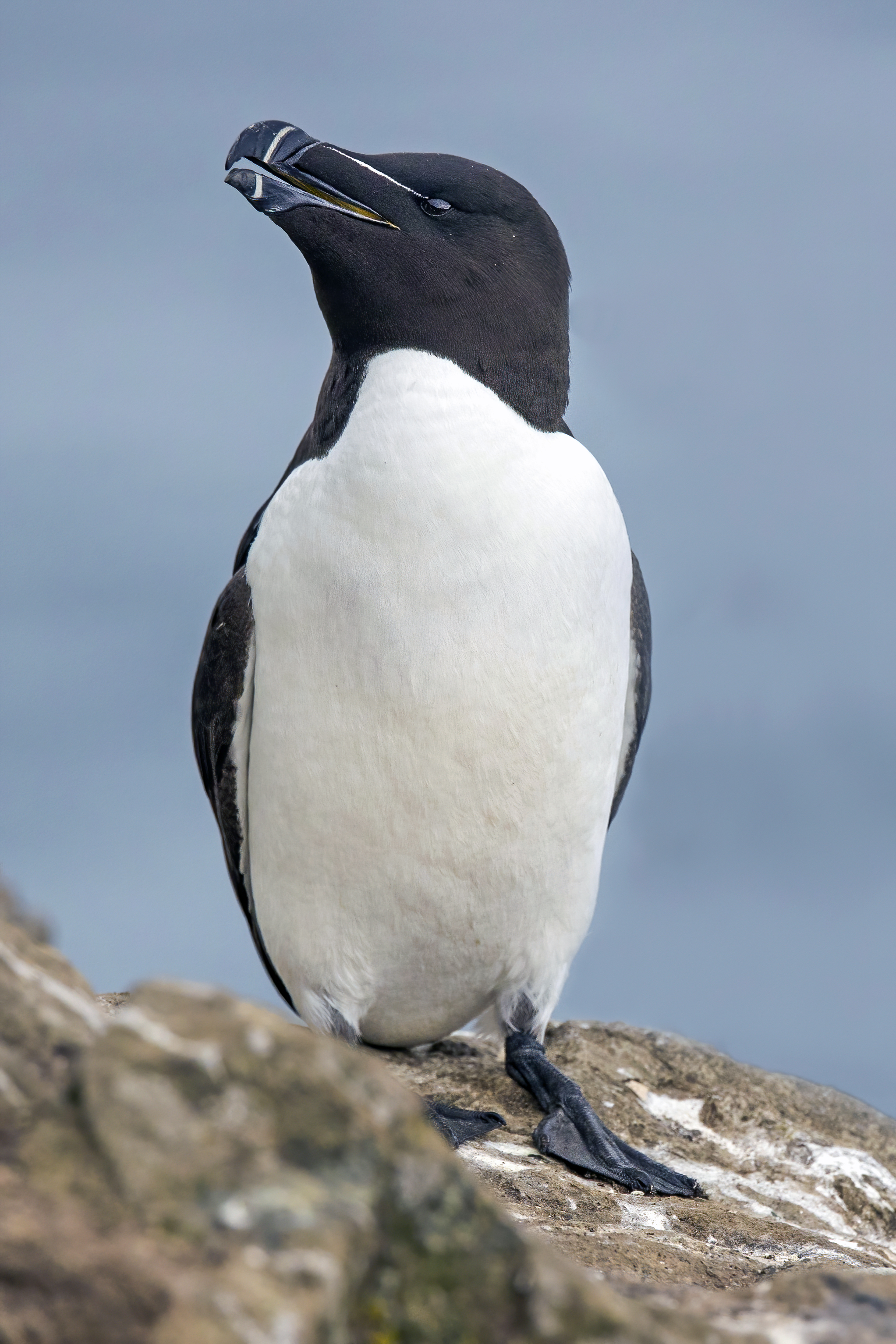
Tordalk (Razorbill)
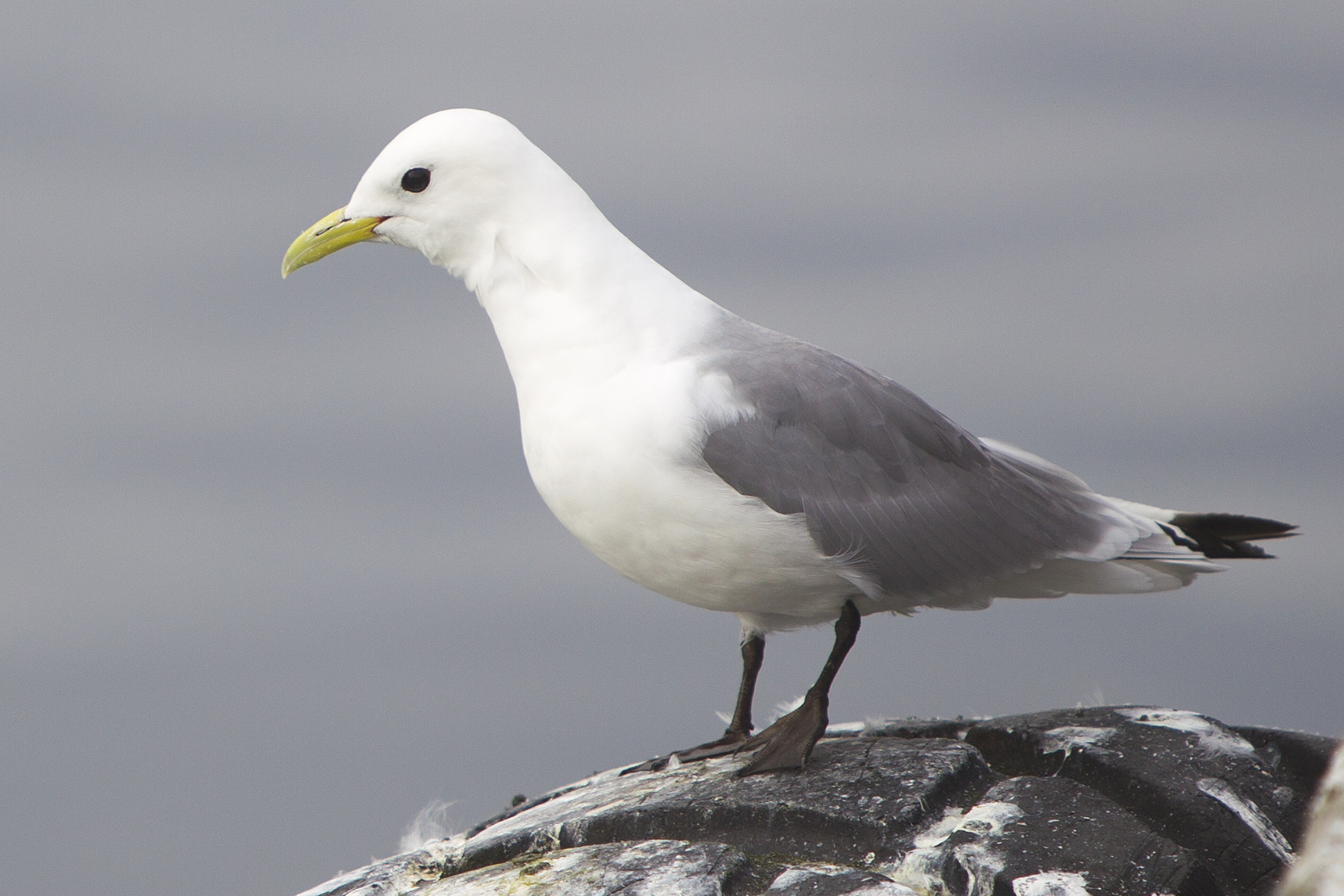
Dreizehenmöwe (Black-legged kittiwake)
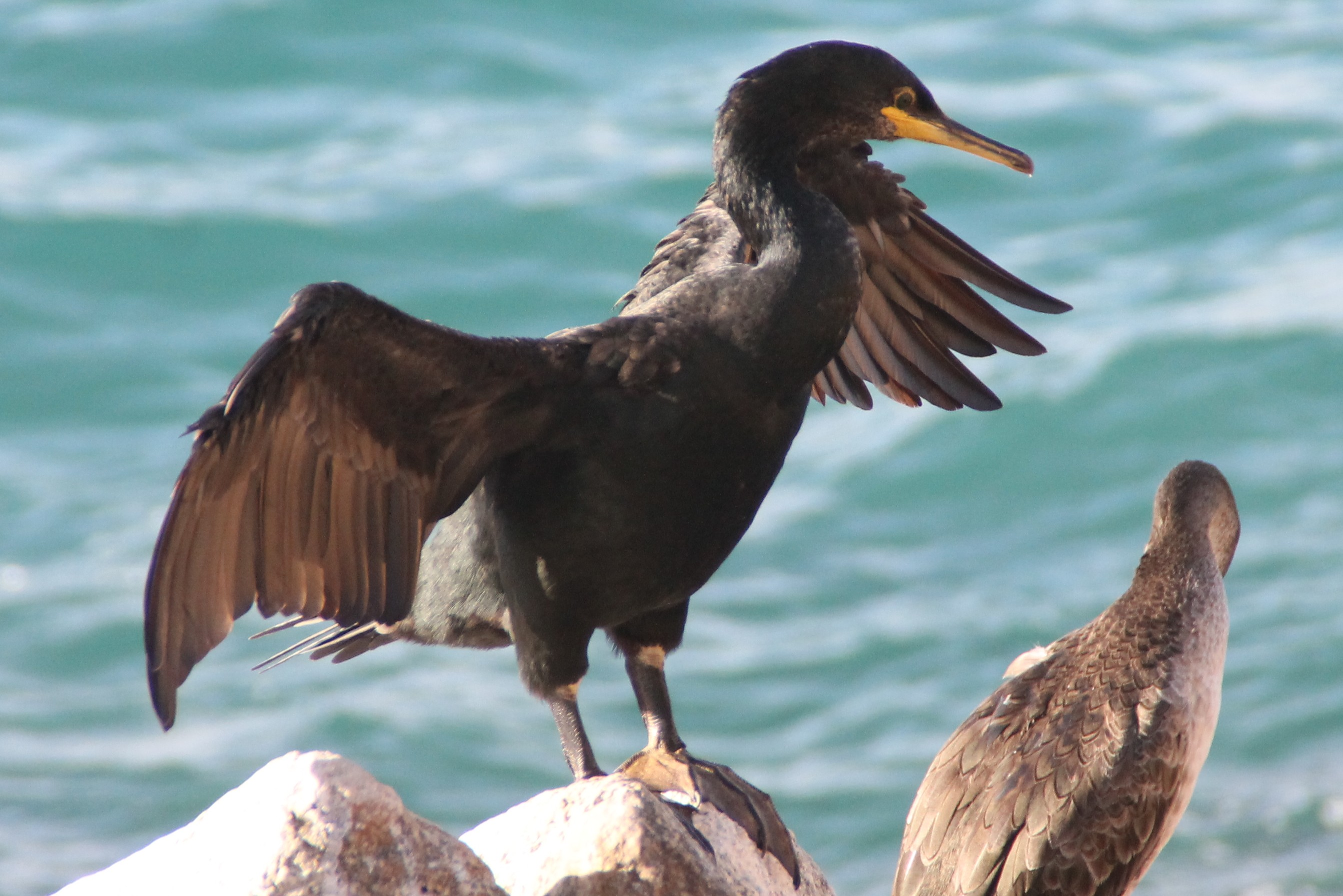
Krähenscharbe (European shag)
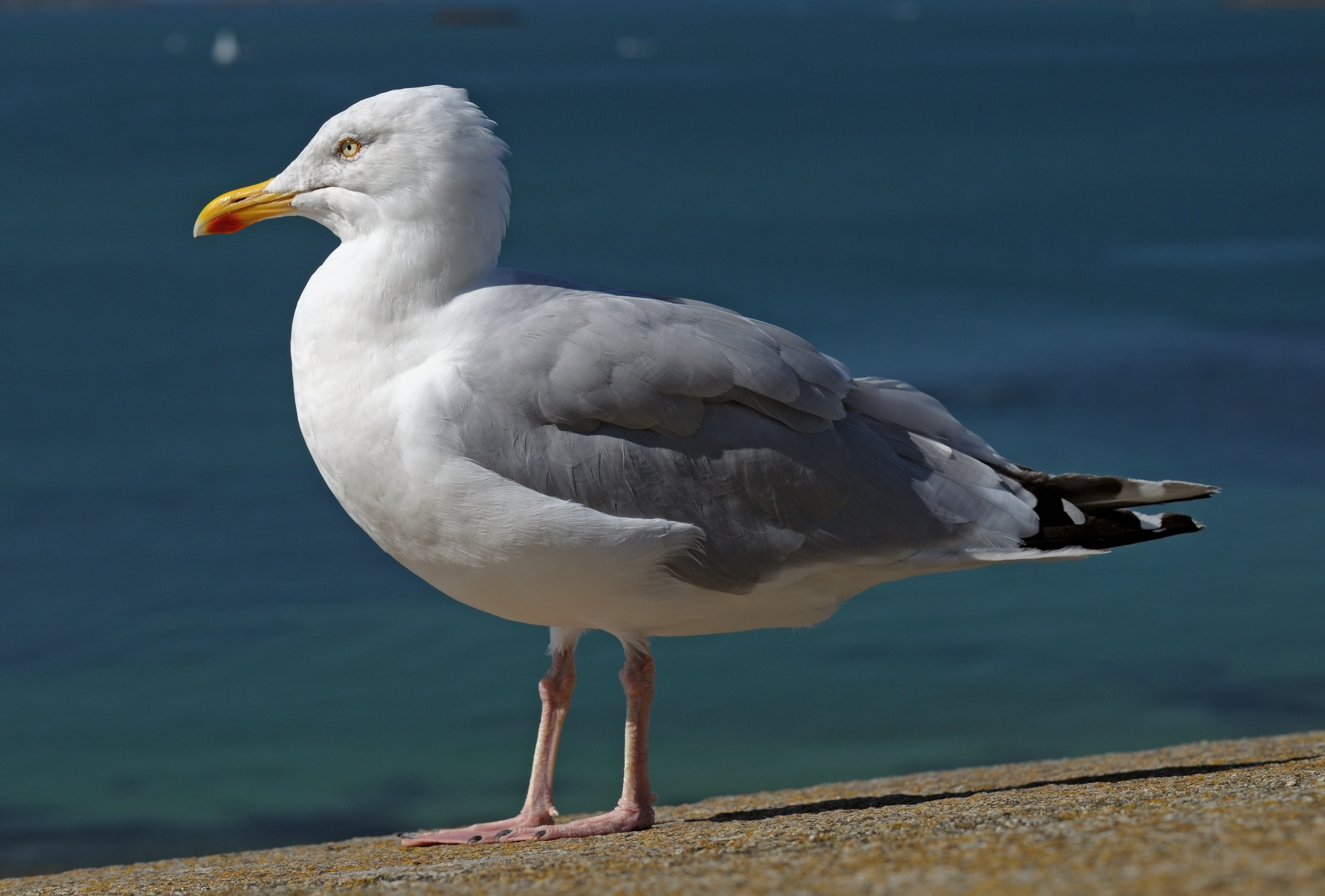
Silbermöwe (European herring gull)
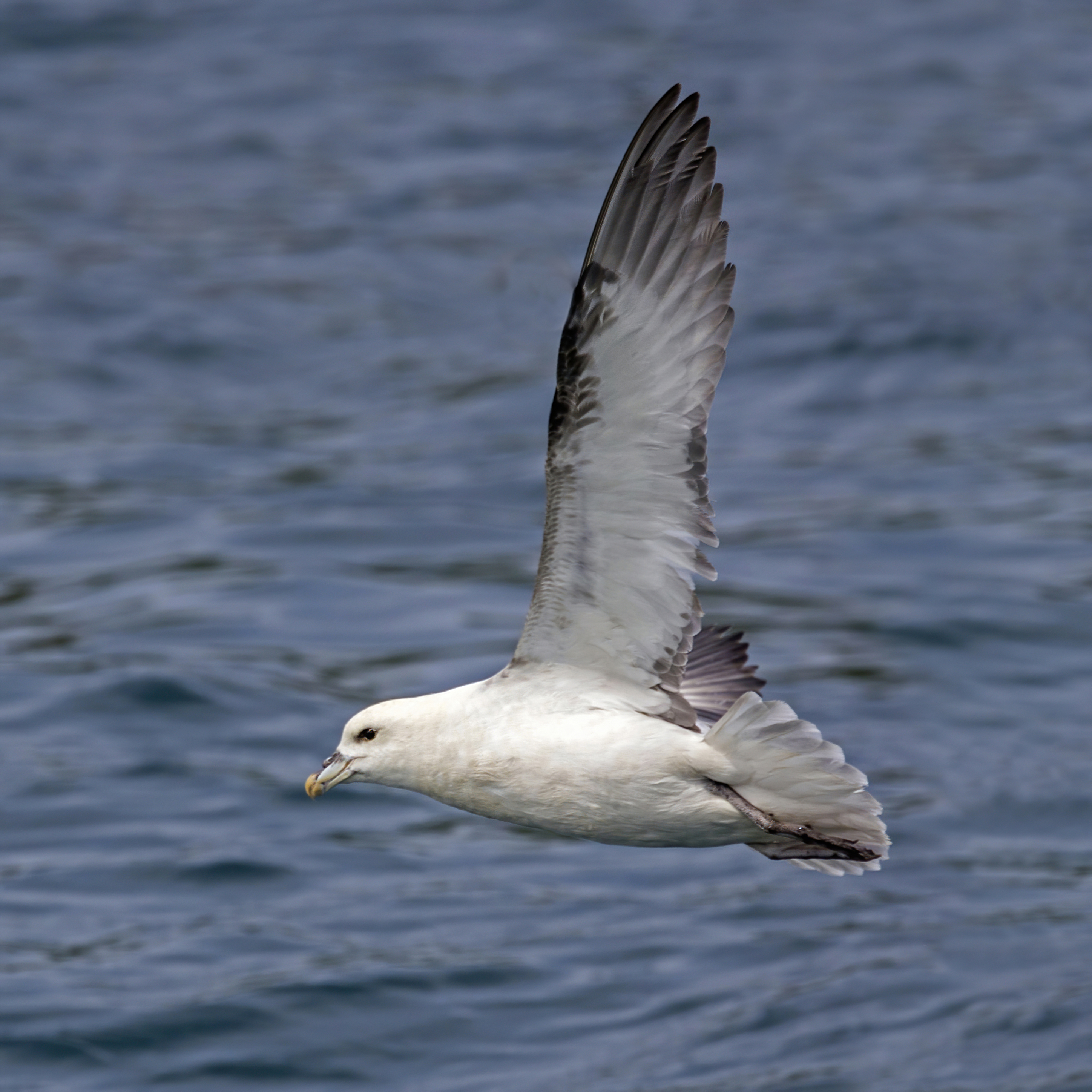
Eissturmvogel (Northern fulmar)
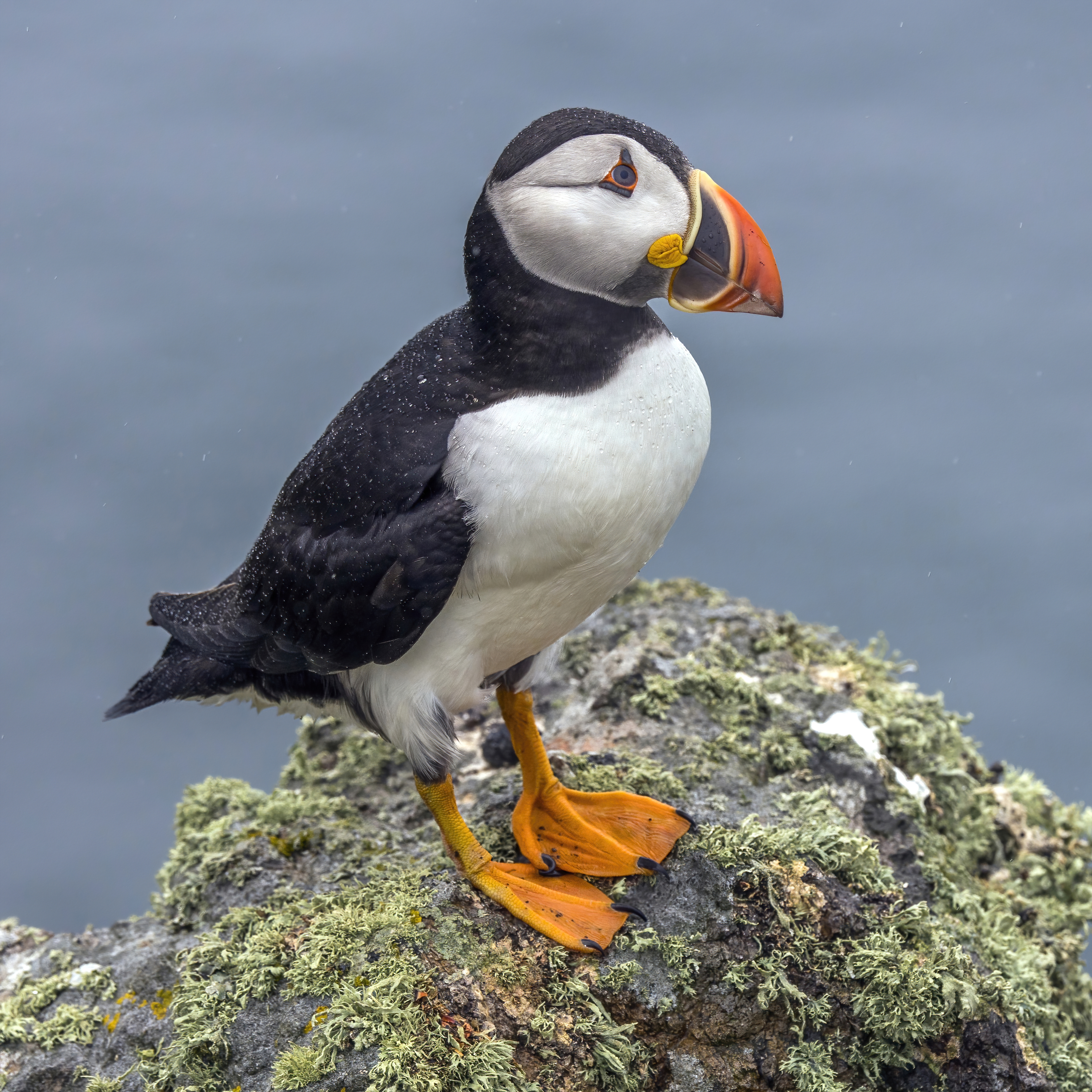
Papageientaucher (Puffin)
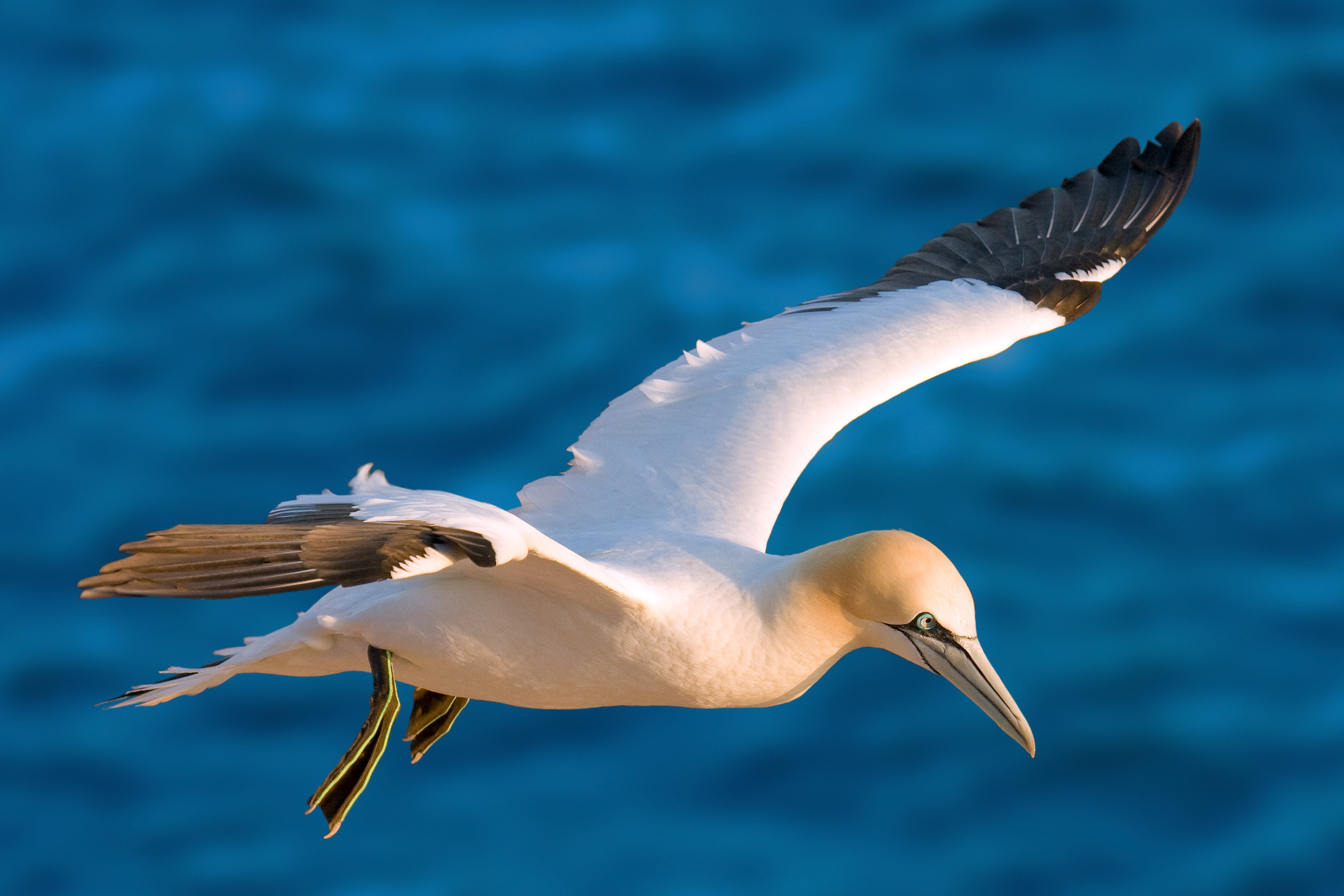
Basstölpel (Northern gannet)

Meeressäuger von St Abb’s Head National Nature Reserve (Symbolbilder)
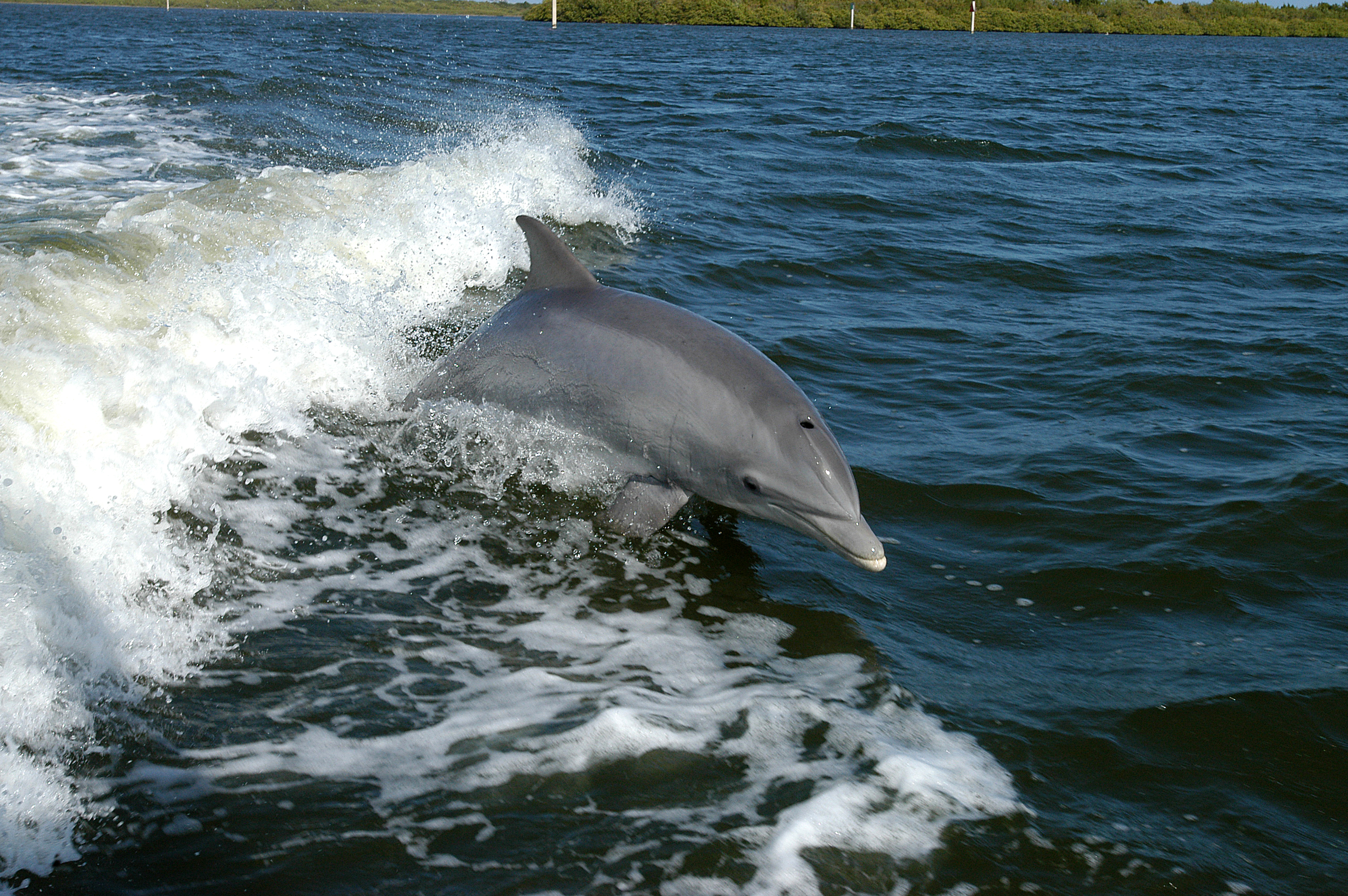
Großer Tümmler (Common bottlenose dolphin)
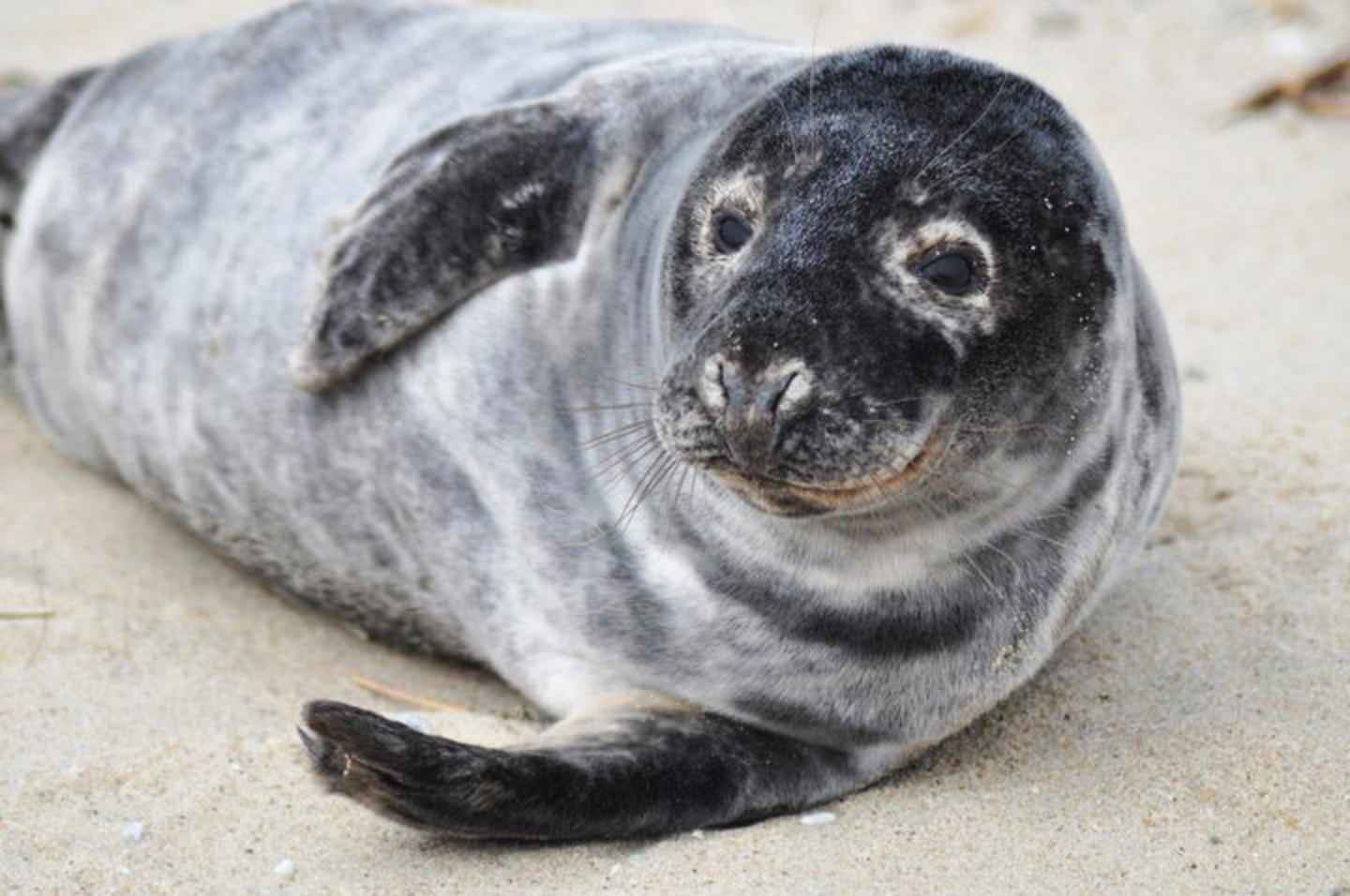
Kegelrobbe (Grey seal)

Auf dem Kopf der Klippe gibt es eine artenreiche Wiesenlandschaft, in der unter anderem Dänischer Tragant, Zistrosen, Grasnelken und Sand-Thymian zu finden sind. Speziell das Übersehene Knabenkraut (Dactylorhiza praetermissa) und der Winterling werden besonders geschützt.

Pflanzen von St Abb’s Head National Nature Reserve (Symbolbilder)
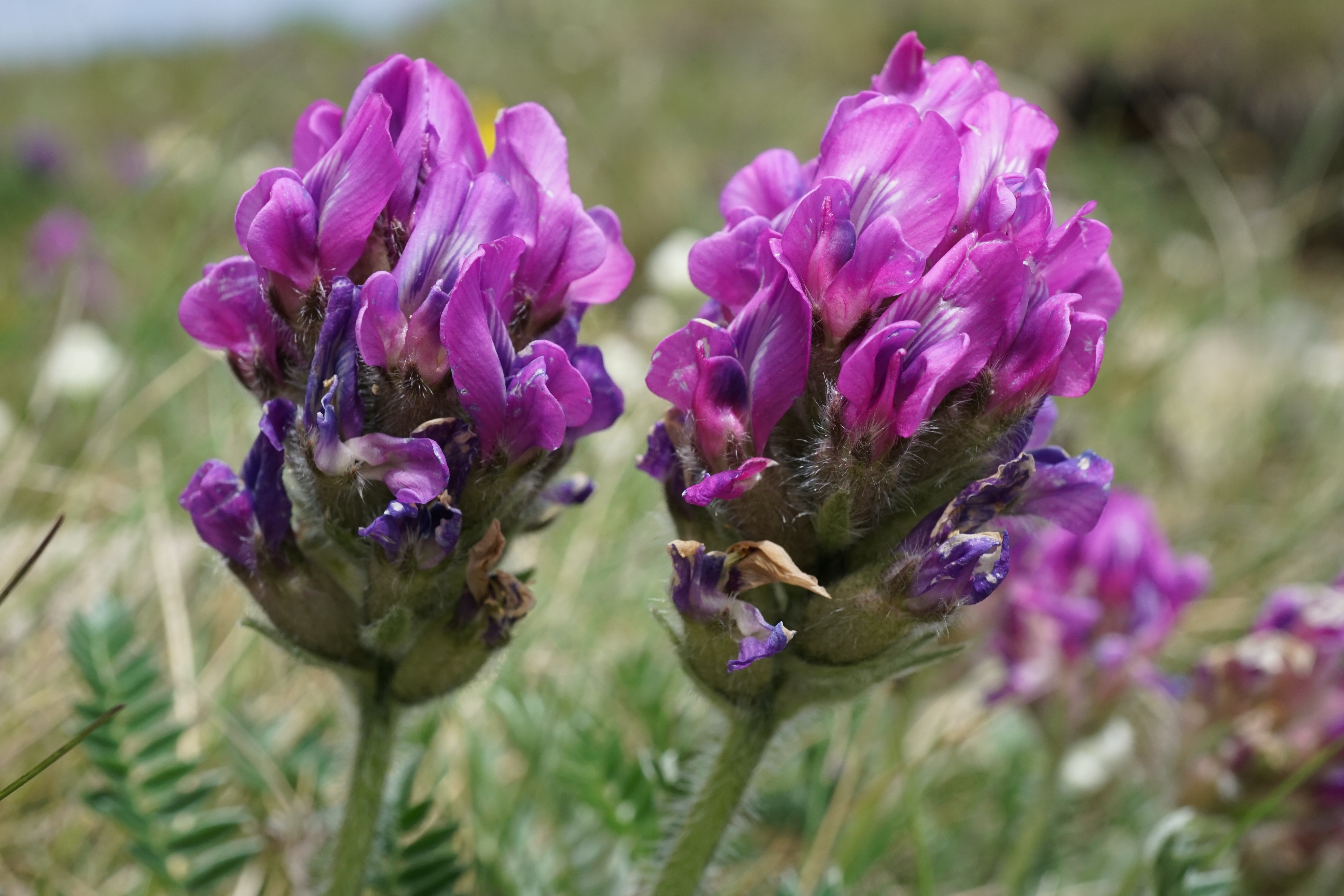
Dänischer Tragant (Purple milk-vetch)
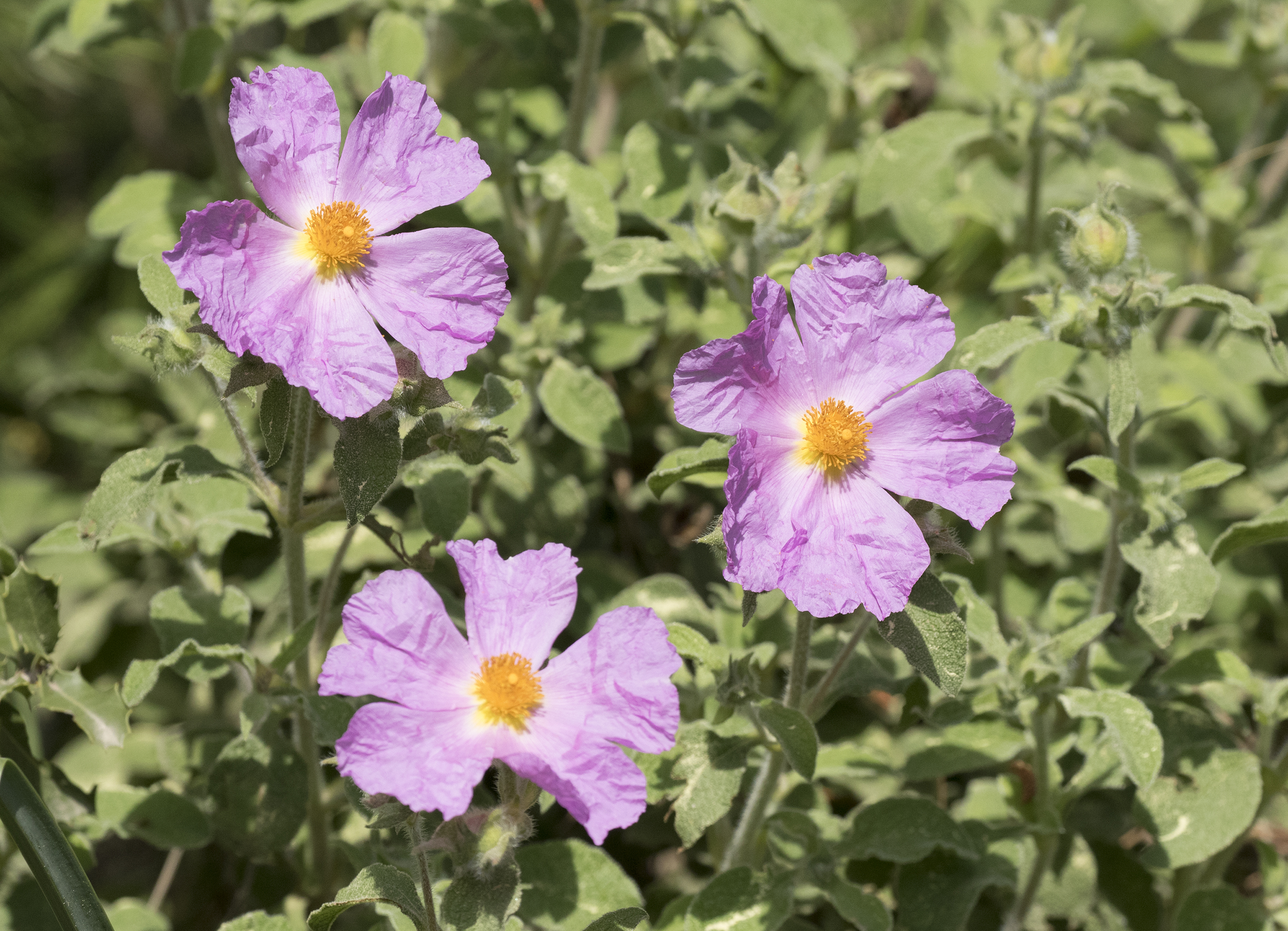
Zistrosen (Pink rock-rose)
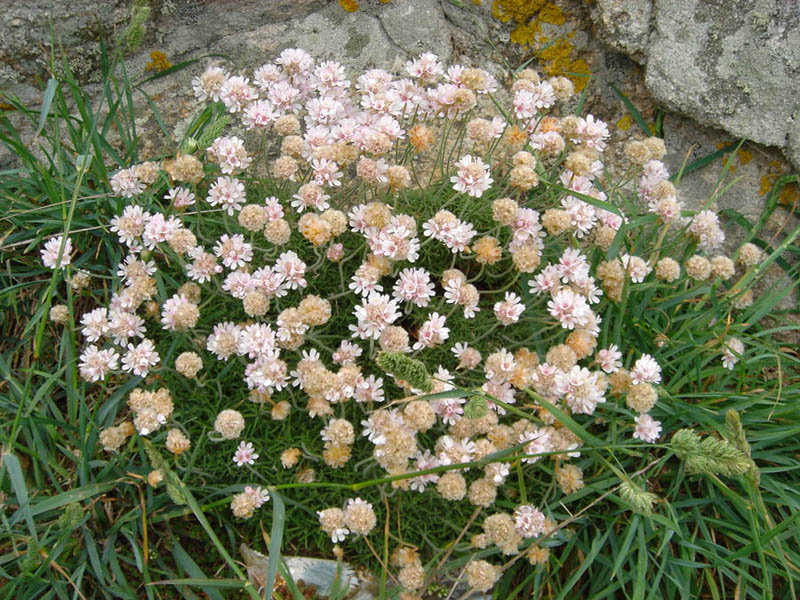
Grasnelken (Sea pink)
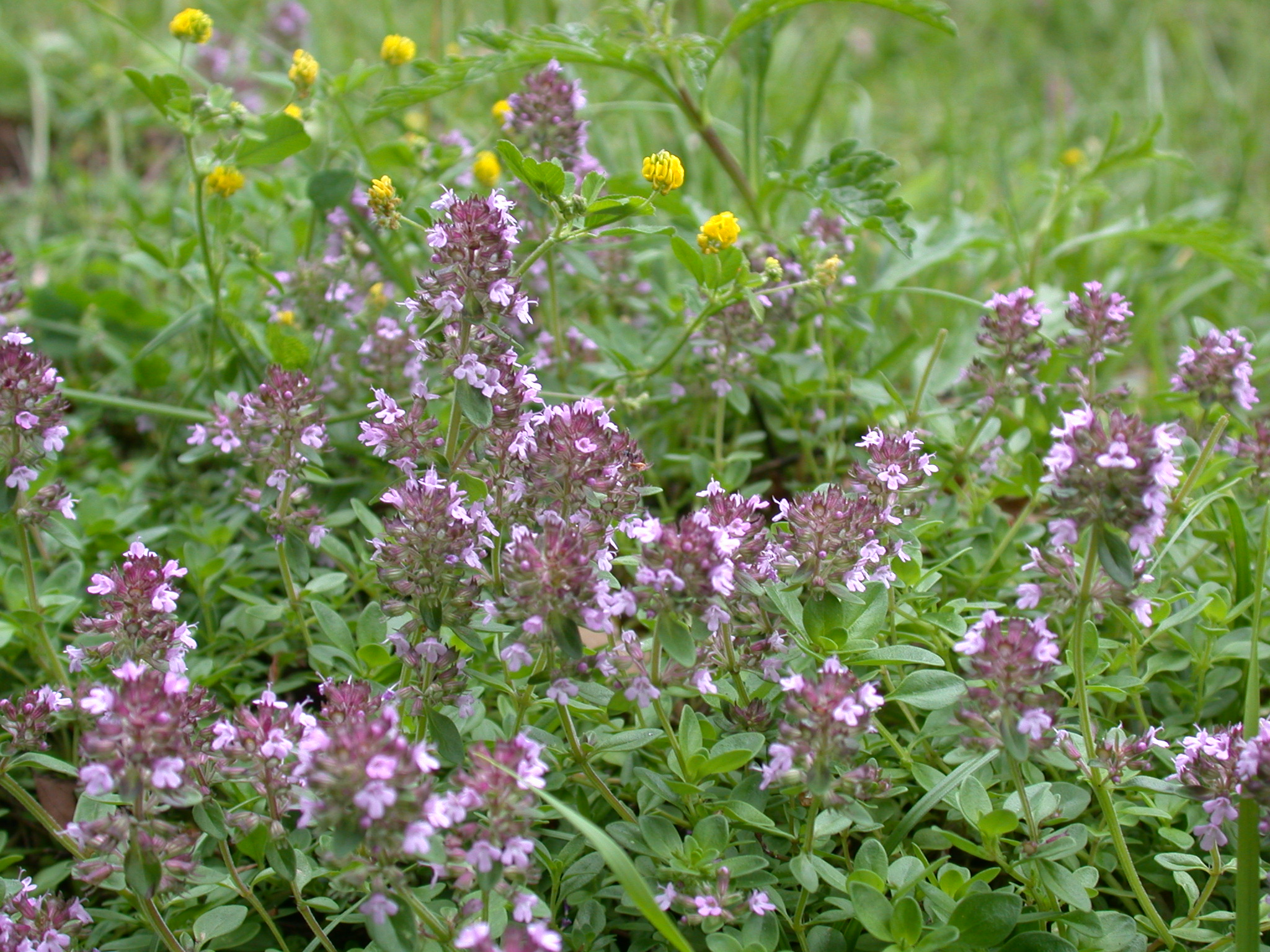
Sand-Thymian (Wild thyme)
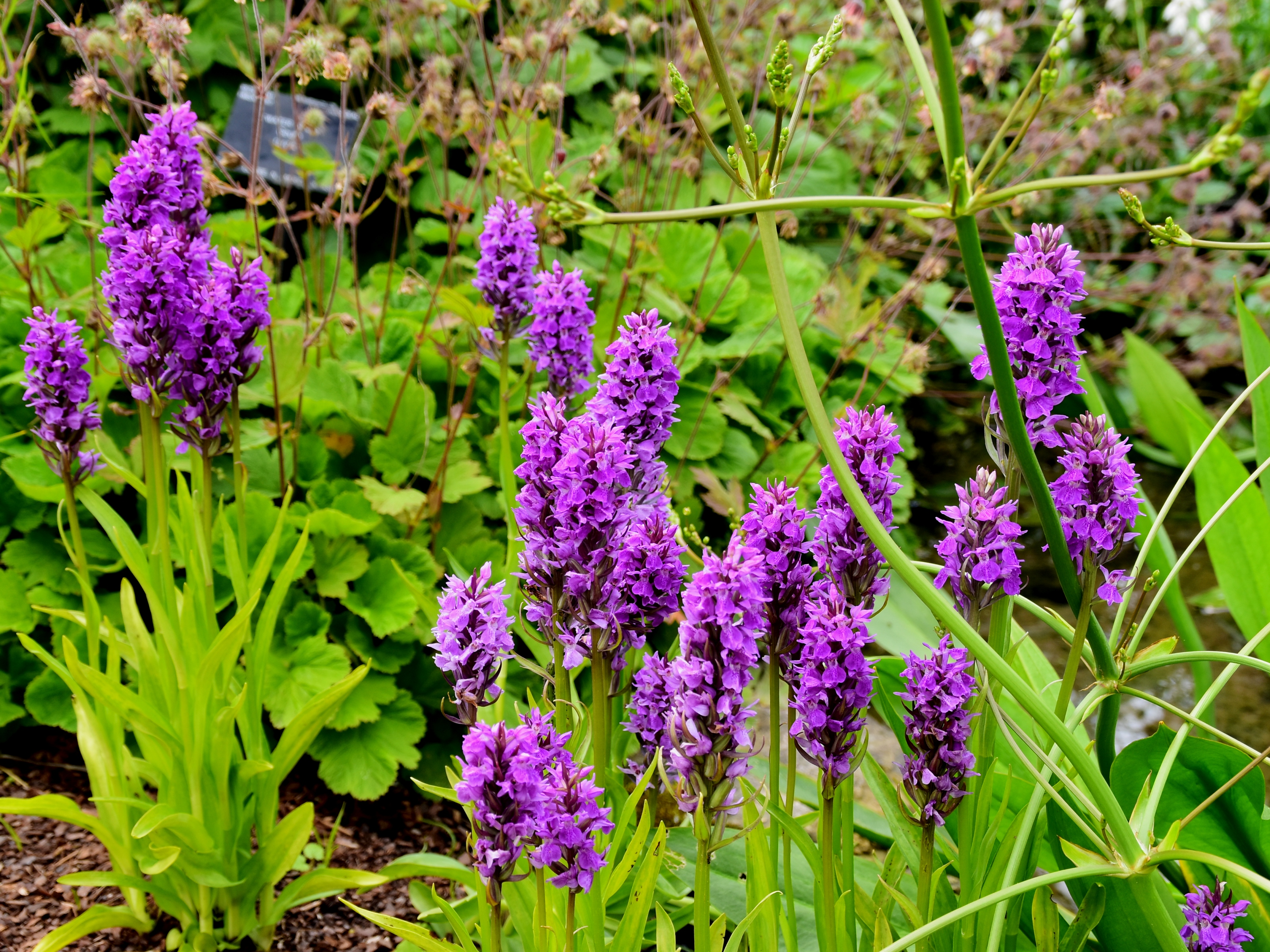
Übersehenes Knabenkraut (Northern marsh orchid)
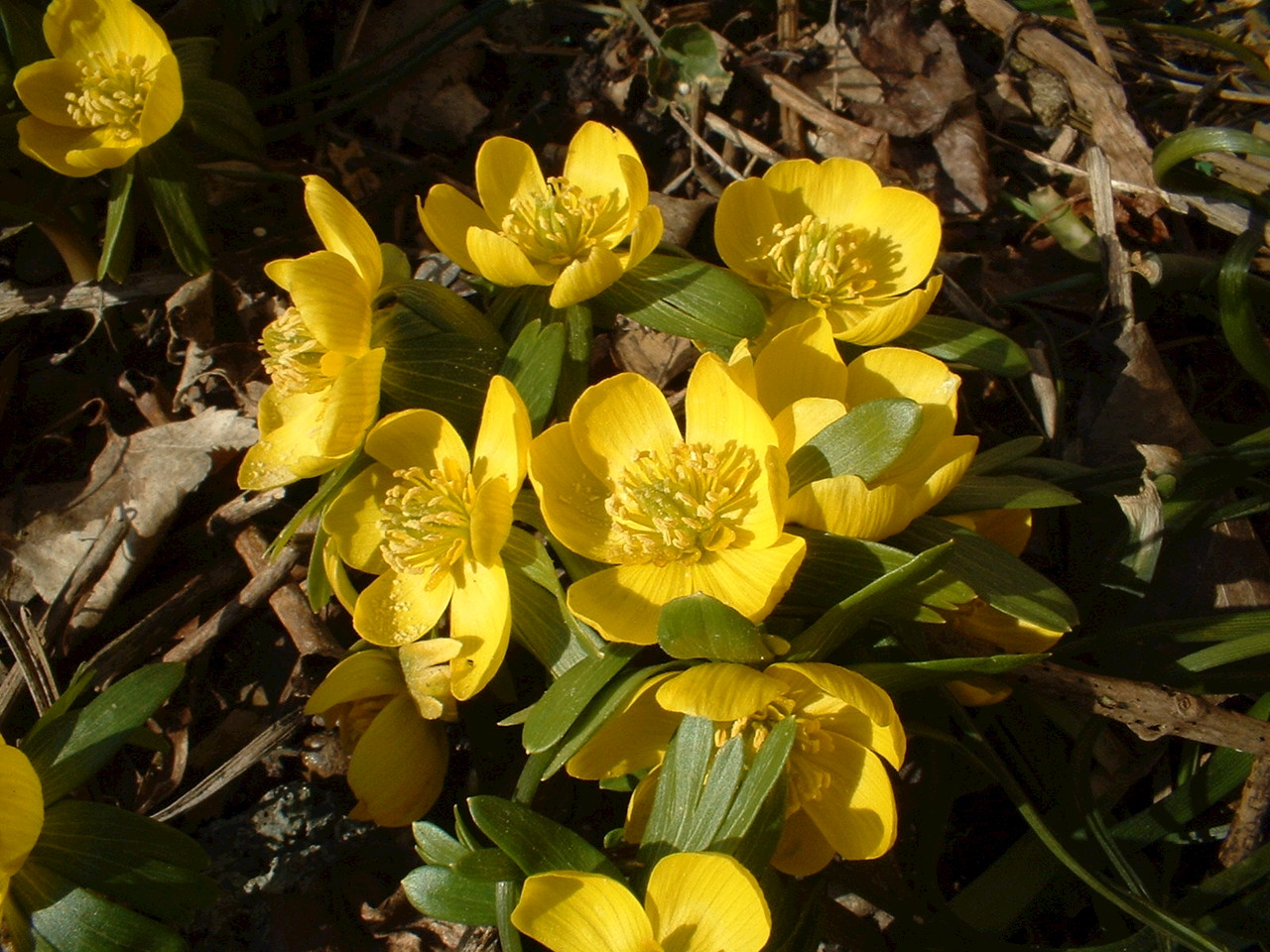
Winterling (Winter aconite)

Impressionen über die Jahreszeiten im St Abb’s Head National Nature Reserve haben Mitarbeiter des NTS ins Netz gestellt.

### Geologie

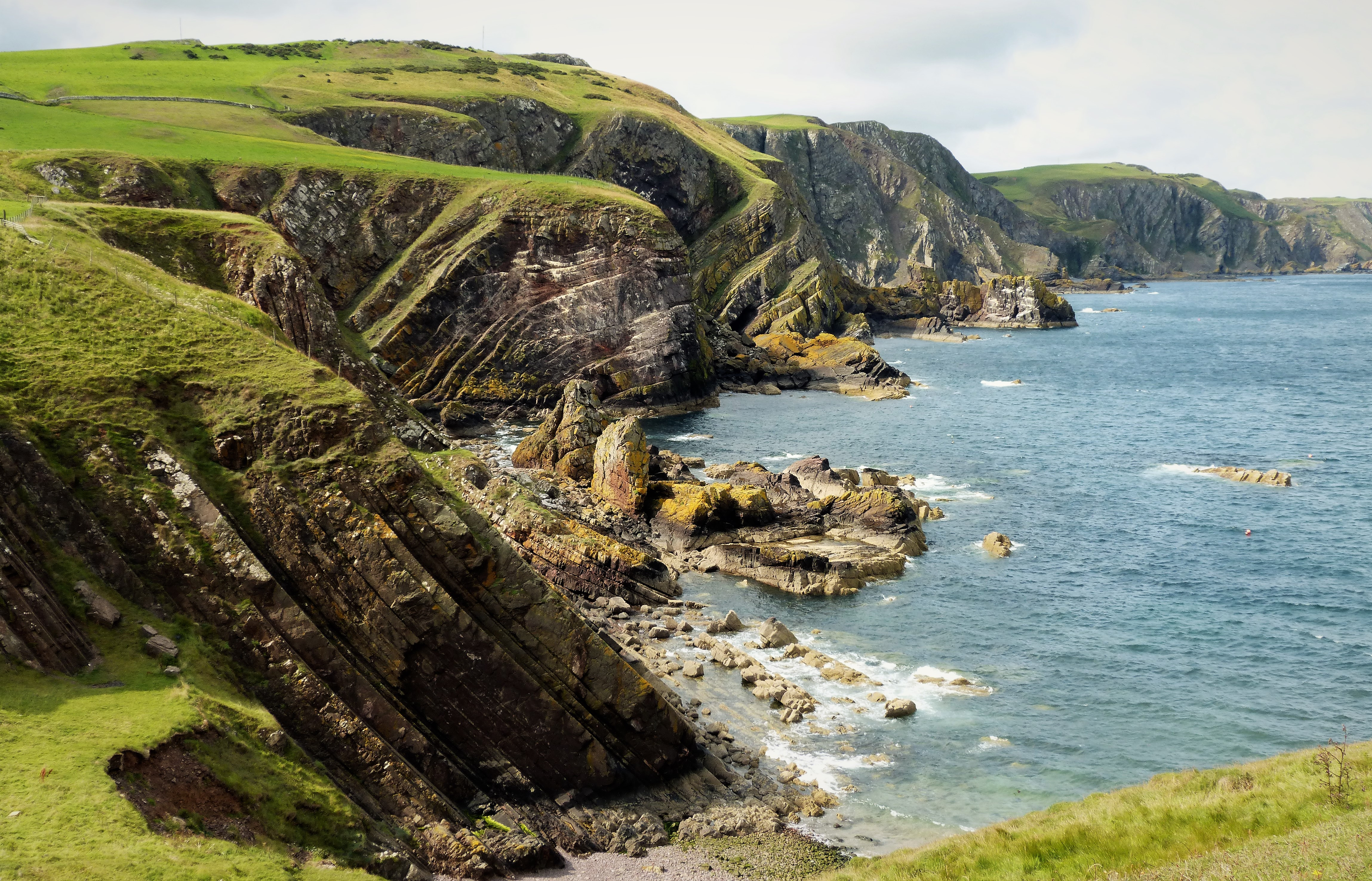
Steilküste

Die Halbinsel besteht aus hartem vulkanischen Gestein, das rund 400 Millionen Jahre alt ist, sowie Sedimentgesteinen (Turbidit), silurischer Grauwacke, devonischen Konglomeraten und Schluffstein. Die weicheren Sedimentgesteine wurden teilweise durch Erosion abgetragen.

### Einrichtungen für Besucher
Das St Abb’s Head National Nature Reserve hat ein Nature Center, in dem der NTS Besucher über das Reserve informiert. Dort werden die Prinzipien des NTS zum Naturschutz und die gesammelten Daten dazu präsentiert. Der NTS vertritt die Überzeugung, dass Menschen schützen, was sie schätzen, und um etwas zu schätzen, muss man dessen Wert erkennen. Besucher können unter strengen Auflagen auf den angelegten Wegen durch das Reserve spazieren, es werden aber auch geführte Touren angeboten. 2024 betrug die Besucherzahl etwa 107.000 Personen.

### Naturschutz
Das Gebiet des St Abb’s Head wurde 1984 als ein National nature reserve (NNR) ausgewiesen. Die Verwaltung des Gebiets teilen sich der NTS und NatureScot. Die ersten Flächen wurden 1980 gekauft. 1984 spendete ein Unternehmen weitere Gebiete und die Blackpotts grazings (Blackpotts Weiden) kamen 1990 dazu.
- Das Reserve wurde von der International Union for Conservation of Nature in die IUCN-Kategorie IV eingestuft (Biotop- und Artenschutzgebiet – Schutzgebiet, für dessen Management gezielte Eingriffe erfolgen).[2]
- St Abb’s Head liegt am südlichen Ende der St Abb’s Head to Fast Castle Site of Special Scientific Interest (SSSI), die einen Küstenabschnitt nach Norden bis nach Fast Castle Head umfasst.[18]
- Die Gezeitengebiete sind Teil eines weiteren SSSI, des Berwickshire Coast (Intertidal) SSSI, das bis zur Grenze zu England verläuft.[19]
- St Abb’s Head NNR liegt in der St Abb’s Head to Fast Castle Special Protection Area (SPA), einem Gebiet, das den Bestimmungen eines Europäischen Vogelschutzgebietes unterliegt.[20]
- Die Küstenlinie und das Meeresgebiet davor sind Teile zweier weiterer Special Areas of Conservation (SAC). Das SAC des Meeresgebietes erstreckt sich über die englische Grenze bis nach Northumberland.[21][22]

## Geschichte
Es gibt Hinweise menschlicher Besiedlung, die bis in prähistorische Zeiten reichen. Von einem eisenzeitlichen Fort über eine Klosterruine aus dem 7. Jahrhundert zu einer Kirche mit einem Gräberfeld aus dem 10. Jahrhundert. Im späten 19. Jahrhundert gehörte St Abb’s Head zu einem größeren Estate (Landgut), das einer Familie Usher gehörte, die Mire Loch zu Zwecken der Fischerei und einen Golfplatz anlegen ließen.